# Glomales
Glomales är en ordning av svampar. Glomales ingår i klassen Zygomycetes, divisionen oksvampar och riket svampar.
Ordningen innehåller bara familjen Glomaceae.